# Séparation des sexes
 (juin 2008).
Si vous disposez d'ouvrages ou d'articles de référence ou si vous connaissez des sites web de qualité traitant du thème abordé ici, merci de compléter l'article en donnant les références utiles à sa vérifiabilité et en les liant à la section « Notes et références ».
En sociologie, la séparation des sexes désigne l'ensemble des choix effectués par une société qui décide d'établir des rôles sociaux différents pour les hommes et les femmes.

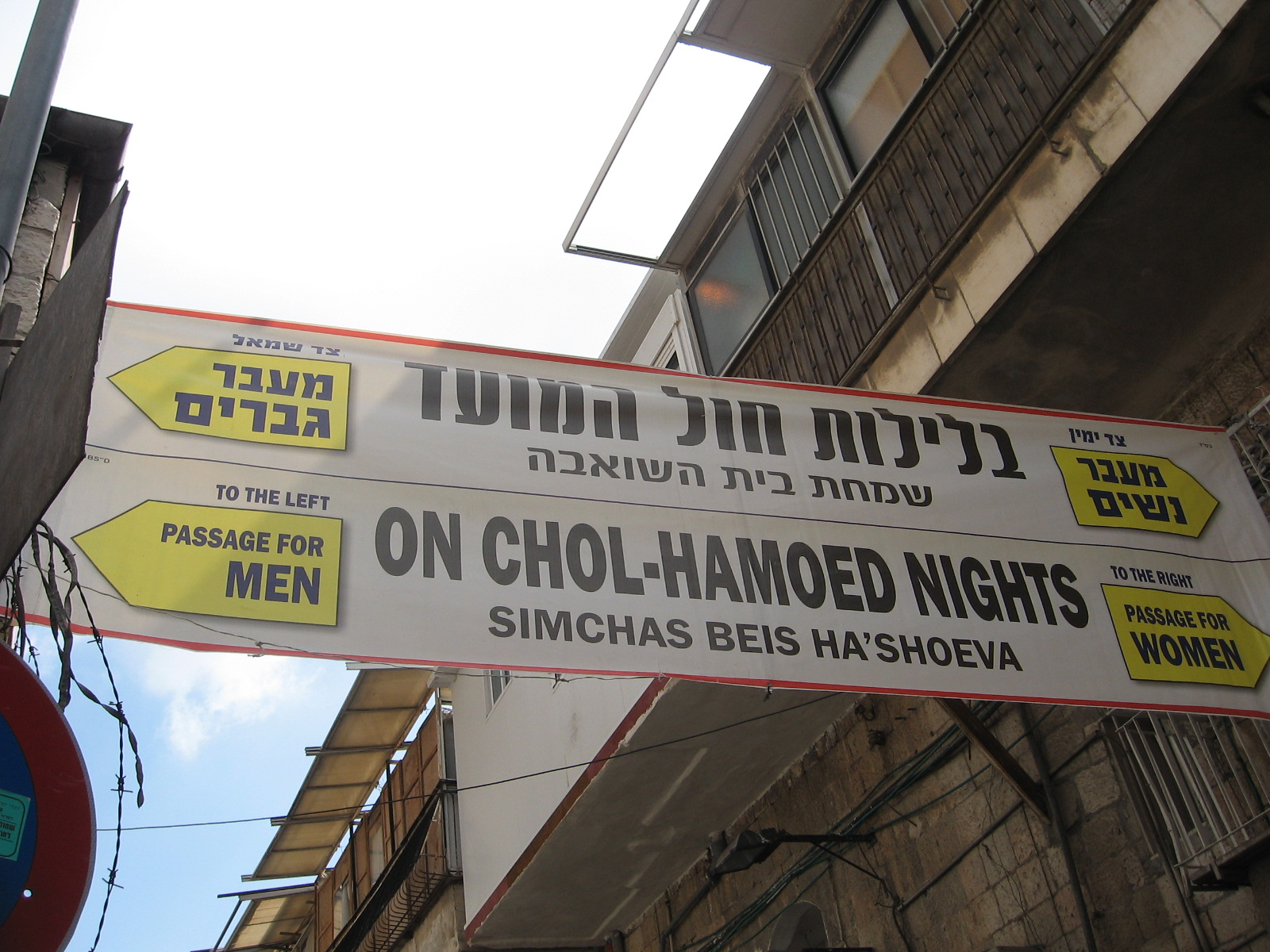
Un panneau sur la rue Mea Shearim demandant aux femmes de passer par la droite et aux hommes de passer par la gauche en raison des événements de Sim’hat Beit Hashoeva.

Avant la révolution sexuelle des années 1960, l'Occident fonctionnait selon le modèle social de séparation entre hommes et femmes. Les pensionnats, les hôpitaux, les sports et les milieux de travail étaient souvent restreints aux hommes ou fréquentés uniquement par les femmes.  Les politiques d'égalité sociale et les mouvements de féminisme ont contribué à enrayer cette situation.

## Équipements collectifs
Pour des questions d'intimité les lieux publics comme les toilettes ou les vestiaires collectifs sont souvent séparés par sexes.

## Dans le sport
Le sport féminin s'est développé au cours du XXe siècle. Dans de nombreuses disciplines les compétitions sont séparées par sexes. Il existe cependant des compétitions mixtes (notamment en équitation) ou en couple (tennis, badminton...)

## Protection des femmes
Pour lutter contre le harcèlement sexuel la municipalité de Mexico a créé des bus « exclusivo damas » (réservés aux femmes) depuis 2008.